# Hurum

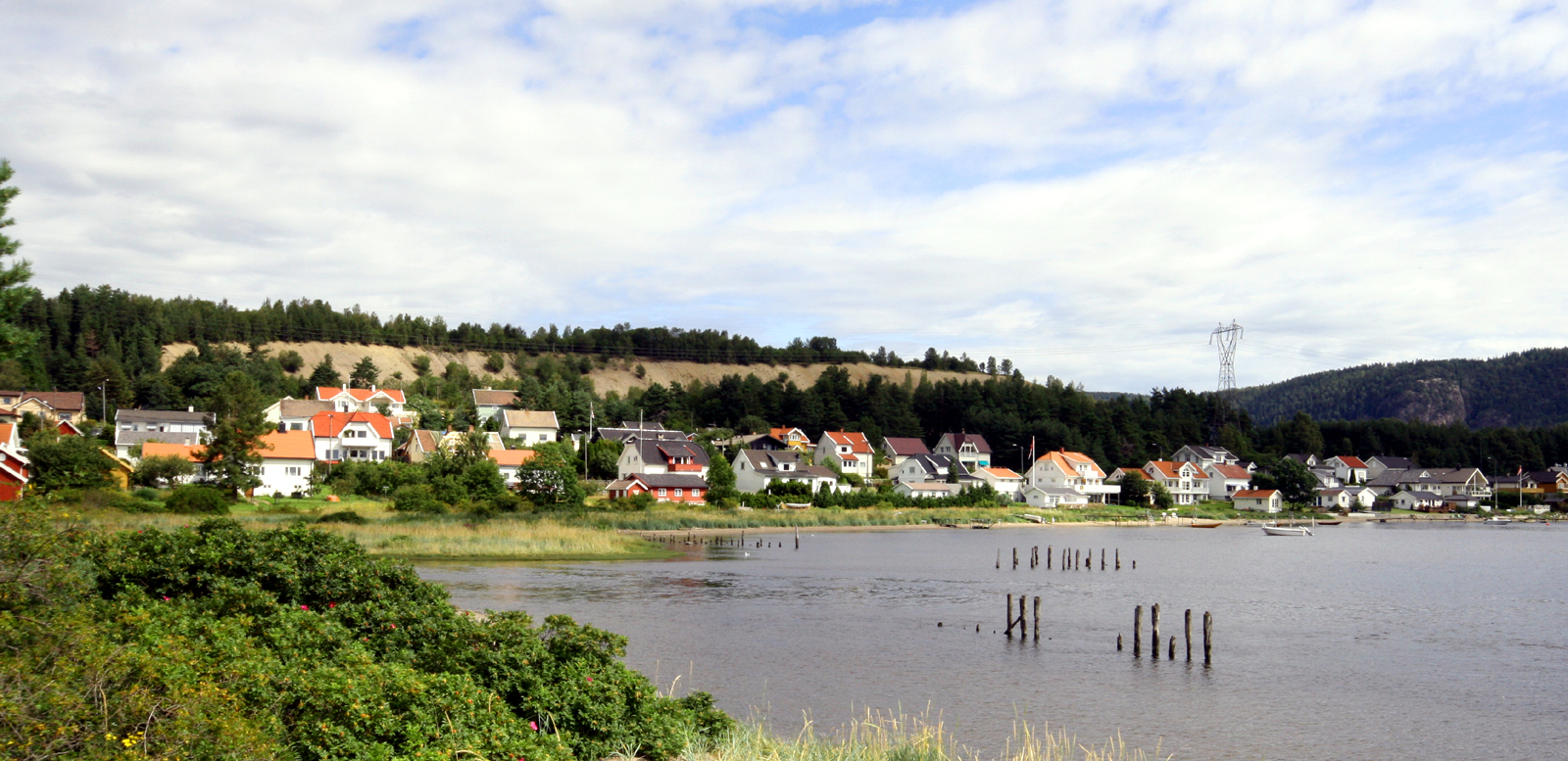
Hurum

Hurum là một đô thị hạt Buskerud, Na Uy. Trung tâm hành chính của đô thị này là làng Klokkarstua. Đô thị của Hurum được thành lập ngày 1 tháng 1 năm 1838 (xem formannskapsdistrikt). Ngôi làng nhỏ của Holmsbu đã được cấp tình trạng thị xã vào năm 1847, nhưng nó đã không trở thành một đô thị của riêng nó. Nó mất đi trạng thái thị trấn của mình ngày 1 tháng 1 năm 1964.
Hurum đã từng được cho là có vị trí cho các sân bay quốc gia mới của Na Uy. Tuy nhiên kế hoạch này đã bị bỏ, và các sân bay chính là bây giờ nằm ở Gardermoen trong hạt Akershus.